# World Women’s Snooker Tour 2021/2022
World Women’s Snooker Tour 2021/2022 – seria turniejów snookerowych kobiet, organizowanych przez World Women’s Snooker, rozgrywanych między 7 sierpnia 2021 a 3 kwietnia 2022.
Dwie zawodniczki otrzymały karty uprawniające do gry w zawodowym World Snooker Tour na sezony 2022/23 i 2023/24:
- Mink Nutcharut – mistrzyni świata 2022[1][2]
- Rebecca Kenna – najwyżej sklasyfikowana w rankingu[3]

## Kalendarz
Kalendarz zawodów:
| Daty       | Daty       | Gospodarz | Turniej                               | Miejsce                     | Miasto    | Zwyciężczyni   | Finalistka     | Wynik | Przypisy      |
| ---------- | ---------- | --------- | ------------------------------------- | --------------------------- | --------- | -------------- | -------------- | ----- | ------------- |
| 2021-08-07 | 2021-08-08 | Anglia    | English Women’s Open                  | Northern Snooker Centre     | Leeds     | Rebecca Kenna  | Mary Talbot    | 3-1   | [ 5 ] [ 6 ]   |
| 2021-09-04 | 2021-09-05 | Anglia    | UK Women's Championship               | Northern Snooker Centre     | Leeds     | Reanne Evans   | Rebecca Kenna  | 4-0   | [ 7 ] [ 8 ]   |
| 2021-11-27 | 2021-11-28 | Anglia    | Women’s Masters                       | Frames Sports Bar           | Coulsdon  | Ng On Yee      | Reanne Evans   | 4-3   | [ 9 ] [ 10 ]  |
| 2022-01-15 | 2022-01-16 | Anglia    | Women’s British Open                  | The Winchester              | Leicester | Mink Nutcharut | Reanne Evans   | 4-3   | [ 11 ] [ 12 ] |
| 2022-02-28 | 2022-03-04 | Anglia    | Mistrzostwa świata kobiet w snookerze | Ding Junhui Snooker Academy | Sheffield | Mink Nutcharut | Wendy Jans     | 6-5   | [ 1 ] [ 2 ]   |
| 2022-04-02 | 2022-04-03 | Anglia    | Winchester Women’s Open               | The Winchester              | Leicester | Ng On Yee      | Mink Nutcharut | 4-0   | [ 13 ] [ 14 ] |